# 107-ма гаубично-артилерійська бригада (СРСР)
107-а гаубично-артилерійська бригада великої потужності — радянське артилерійське з'єднання за часів Другої Світової війни.
Бригада була сформована в кінці квітня 1943 року на базі 1155-го та 1017-го гаубичних полків великої потужності, які дислокувались на роз'їзді Шолья Камбарського району Удмуртії. У травні 1943 року бригада увійшла до складу 3-ї гвардійської артилерійської дивізії.
7 серпня 1943 року вступила в бій на Західному фронті південно-східніше міста Дорогобуж, потім на Оршанському напрямку, брала участь у звільненні міст Єльня та Смоленськ, на південно-східних підступах до міста Вітебськ, при взятті міста Гумбіннен, Інстенбург, в штурмі міста та фортеці Кенігсберг, ліквідації угрупування німців на Земландському півострові. З 9 серпня по 3 вересня 1945 року бригада в складі 1-го Далекосхідного фронту брала участь в боях з японцями.
Нагороджена орденами Червоного Прапора та Олександра Невського.